# 多国間主義
多国間主義（たこくかんしゅぎ、英: Multilateralism）とは、国際関係論の用語で、一つの課題に対し、多数の国家で取り組むことを指す。
多角的構想主義やマルチラテラリズムとも言われる。国際貿易において、2国間の問題でも他国へ不利益をもたらさないように、世界全体の枠組みの中で調整されるべきだという考え方。	
国際連合や世界貿易機関、欧州安全保障協力機構など、ほとんどの国際機関では、その性格上、多国間主義になる。多国間主義の主な支持者は、伝統的に、カナダやオーストラリア、北欧諸国などの中堅国である。
大国は多くの場合一国主義的に行動するが、小国は国際問題に関して全くと言ってよいほど直接的な影響力を持たず、できることと言えば国際連合に参加し、そこで例えば他国と集団投票することくらいである。加えて、多国間主義には、国際連合でともに行動するすべての国を含むが、地域同盟、軍事同盟、協定などの多国間グループは含まない。
政治学の言葉で、多国間主義の対義語は、一国主義である。

## 歴史
近代以降の歴史において多国間主義のはじまりとされるのが、ナポレオン戦争の戦後処理を目的として開催されたウィーン会議である。いわゆるヨーロッパ協調体制が形成され、イギリス、ロシア、オーストリア、プロイセン、フランスの五大国による国際秩序の管理と運営体制が19世紀全般を通じて機能することになった。1884年のベルリン会議などは、この時代の大国同士の紛争を減らし、19世紀は、ヨーロッパ史上最も平和的な時代となった。
プロイセン主導の（外交および征服を通じた）ドイツ統一後に生じた勢力均衡の変化に加えて、工業化の進展や植民地獲得競争は20世紀を迎えるときまでにこの協調システムに亀裂を刻むようになった。そして第一次世界大戦によってこの協調システムは崩壊した。戦後、世界の指導者たちは国際連盟を創設し、同様の規模の戦争が起こることを防ごうとした。不戦条約のような国際的軍備制限条約が多く締結された。しかし国際連盟は、1930年代の東アジアにおける日本の侵略行動を防ぐことができず、ファシズム勢力の侵略をエスカレートさせ、最終的に1939年の第二次世界大戦の勃発に至った。
第二次世界大戦後、戦勝国は、国際連盟の挫折を教訓として1945年に国際連合を創設した。連盟とはちがって、国連には、当時の二大強国であるアメリカ合衆国とソビエト連邦が原加盟国として参加した。また国連のほかに、GATT、世界銀行、世界保健機構といった多国間組織が数多く生まれた。これらの期間は冷戦期において世界平和の維持に重要な役割を果たした 。さらに世界各地に展開する国連平和維持活動は近年多国間主義の目に見えるシンボルとなっている。  
こんにち多国間機関は無数にあり、国際電気通信連合 (ITU) 、世界知的所有権機関 (WIPO) 、化学兵器禁止機関 (OPCW) といった具合に、その分野や主題は様々である。そうした機関の多くは国際連合によって設立されたり支援されているが、全てが国際連合の機構に組み込まれているわけではない。

### 課題
冷戦の終結以降、多国間システムは山積する課題に直面している。アメリカ合衆国は軍事力と経済力において世界でますます支配的となると同時に、場合によっては自らの利益に対して多国間プロセスが適合するか疑問を呈するようになった。同じくして、国際的な影響が発生する状況でアメリカ合衆国は独善的に行動する傾向を強めたという認識が国際協調主義者の間で広まった。この風潮は、ビル・クリントン大統領が1996年9月に署名した包括的核実験禁止条約への批准を、アメリカ合衆国上院が1999年10月に否決したとき始まった。ジョージ・W・ブッシュ大統領の時には、同様の多国間協定である京都議定書、国際刑事裁判所に関する条約、対人地雷を禁止するオタワ条約、生物兵器禁止条約の遵守を求める条約原案を拒絶した。同政権下において合衆国は、1972年にリチャード・ニクソン政権とソビエト連邦が協議し共に批准した弾道弾迎撃ミサイル制限条約から脱退した。